# Eusébio Cup
A Eusébio Cup ou Taça Eusébio é um torneio anual organizado pelo Sport Lisboa e Benfica que decorre normalmente no Estádio da Luz em Lisboa. A primeira excepção foi na edição de 2015 ocorrido na inauguração do Estádio do Monterrey, no México (clube pelo qual Eusébio jogou na década de 70) e a segunda edição foi em 2018, decorreu no Estádio Algarve. O Benfica é o anfitrião do torneio que se realiza em meados de agosto, uma ou duas semanas antes do começo das competições oficiais e é, normalmente, o último jogo de pré-época tanto do Benfica como da equipa visitante.
É um torneio amigável em homenagem a Eusébio. Até à data da sua morte (5 de janeiro de 2014), o troféu era entregue pelo próprio Eusébio.
Até o momento, 2 equipes brasileiras já foram convidadas para o torneio, o São Paulo, que conquistou a edição de 2013 e a Chapecoense, que foi convidada para a edição de 2017, mas acabou impedida pela CBF de participar devido a falta de datas no calendário do clube.

## Troféu

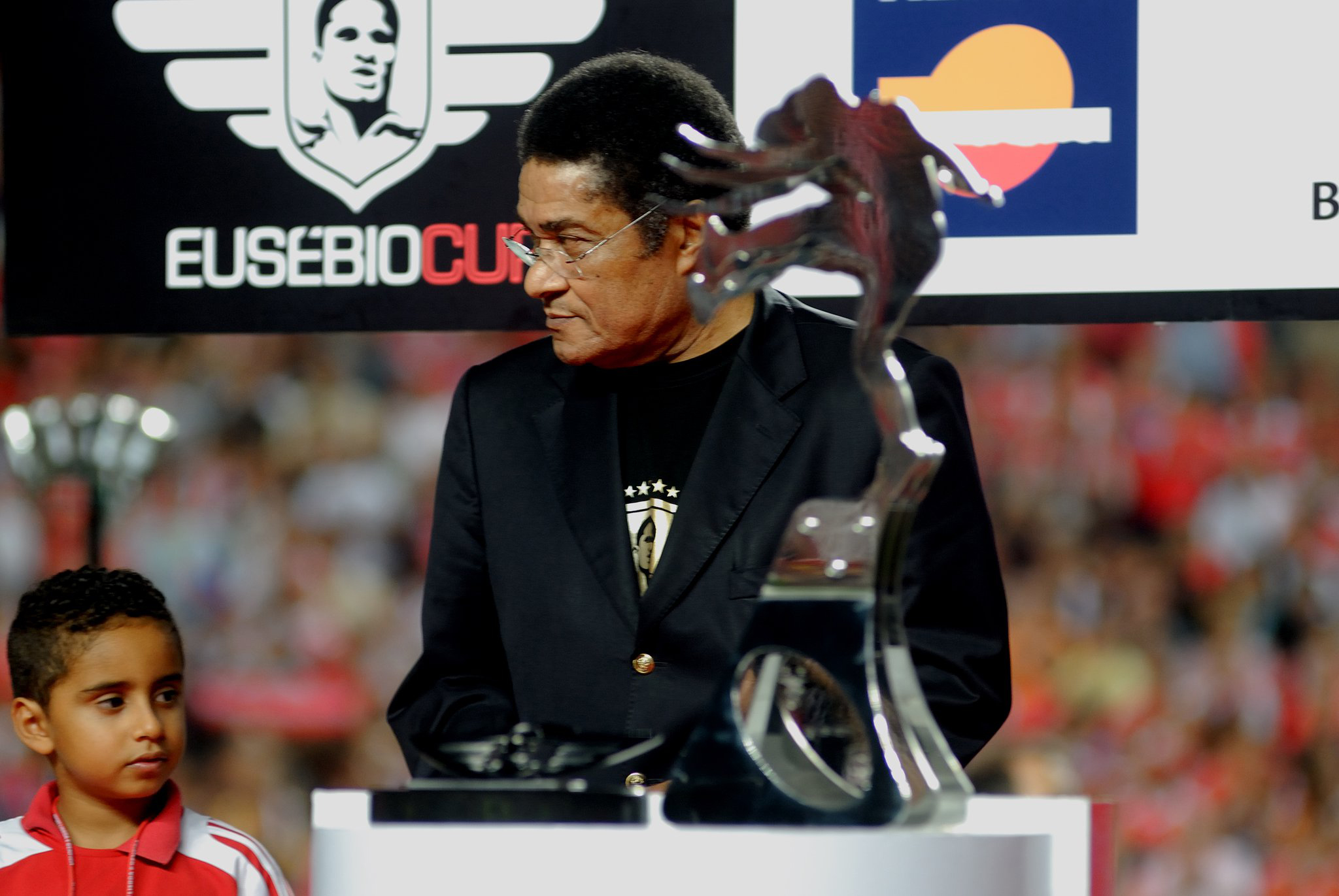
Eusébio com o troféu da quarta edição (2011)

O troféu é feito de vidro e tem escrito o nome da competição e dos seus vencedores. No topo, existe uma figura de Eusébio a executar um pontapé característico do ex-futebolista. A figura de Eusébio é similar à estátua que existe no exterior do estádio da Luz. O troféu é simbólico porque é dedicado a Eusébio, que é considerado um dos maiores futebolistas de todos os tempos, e o maior do Benfica.

## Emissoras
Segue-se uma lista dos canais de televisão que transmitiram os jogos em Portugal:
| Ano       | Emissora   | Ref.  |
| --------- | ---------- | ----- |
| 2008–09   | SIC        |       |
| 2010      | Benfica TV |       |
| 2011      | TVI        | [ 5 ] |
| 2012      | RTP        | [ 6 ] |
| 2013–2016 | Benfica TV |       |
| 2018      | Sport TV   |       |
| 2022–     | Benfica TV |       |